# Mekka tartomány

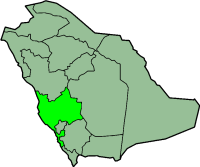
Mekka tartomány elhelyezkedése Szaúd-Arábián belül

Mekka tartomány (arabul منطقة مكة المكرمة [Minṭaqat Makka al-Mukarrama]) Szaúd-Arábia tizenhárom tartományának legnépesebbike. Az ország délnyugati részén fekszik. Északon Medina, keleten Rijád, délen Aszír, el-Báha és Dzsízán tartomány, nyugaton pedig a Vörös-tenger határolja. Székhelye Mekka városa. Területe 153 128 km², népessége a 2004-es népszámlálási adatok szerint 5 797 971 fő. Kormányzója Hálid bin Fajszal bin Abd al-Azíz Ál Szuúd herceg.

## Fordítás
Ez a szócikk részben vagy egészben  a   Liste der Provinzen Saudi-Arabiens című német Wikipédia-szócikk ezen változatának fordításán alapul.  Az eredeti cikk szerkesztőit annak laptörténete sorolja fel. Ez a jelzés csupán a megfogalmazás eredetét és a szerzői jogokat jelzi, nem szolgál a cikkben szereplő információk forrásmegjelöléseként.